# Yannick de Waal
Yannick de Waal (1994) is een Nederlands acteur. Hij begon zijn carrière met een hoofdrol in de korte film Zucht van Margien Rogaar, die werd geselecteerd in de sectie Un certain regard van het Filmfestival van Cannes. Ook werd Zucht genomineerd voor een Gouden Kalf als Beste Korte Film tijdens het Nederlands Film Festival. Hierna speelde hij in diverse televisieseries, zoals De Troon en Moordvrouw. Hij speelde een van de hoofdrollen in de speelfilm Dorsvloer vol Confetti, de openingsfilm van het Film By The Sea filmfesitival in Vlissingen. In 2017 had hij een rol in de serie The State van regisseur Peter Kosminsky, die werd geproduceerd voor Channel 4 in Groot-Brittannië en National Geographic. De laatste zender zond de serie wereldwijd uit.
Hij volgde in 2013 een opleiding tot acteren bij het Lee Strasberg Theatre and Film Institute in New York.
In het voorjaar van 2020 schreef Van de Waal mee aan de EO-serie Oorlog-stories.

## Filmografie
| Film en TV | Film en TV                                       | Film en TV            | Film en TV     |
| Jaar       | Productie                                        | Rol                   | Opmerkingen    |
| ---------- | ------------------------------------------------ | --------------------- | -------------- |
| 2007       | Zucht                                            | Erik                  | NPO Kort! film |
| 2007       | Kapitein Rob en het geheim van Professor Lupardi | Sammy                 | speelfilm      |
| 2009       | Gooische Vrouwen                                 | Emiel                 | tv serie       |
| 2009       | Floor Faber                                      | Dexter                | tv serie       |
| 2010       | De Troon                                         | Kleintie              | tv serie       |
| 2012       | Flikken Maastricht                               | Nick                  | tv serie       |
| 2013       | De val van Aantjes                               | Klaas Aantjes         | tv serie       |
| 2014       | Smoesjes                                         | Chris                 | korte film     |
| 2014       | Dorsvloer vol confetti                           | Christiaan            | speelfilm      |
| 2015       | Zwarte Tulp                                      | Ben                   | tv serie       |
| 2015       | Parnassus                                        | Jonas                 | korte film     |
| 2015       | Bureau Raampoort                                 | Vincent               | tv serie       |
| 2016       | Moordvrouw                                       | Wouter de Heer        | tv serie       |
| 2017       | The State                                        | Abu Abbas El Hollandi | tv serie       |
| 2018       | Immortality                                      | George                | tv serie       |
| 2021       | Follow de SOA                                    | kakker coach          | tv serie       |
| 2022       | Het gouden uur                                   | Max                   | tv serie       |
| 2024       | Binnestebuiten 2                                 | Lance Slashblade      | stemrol        |